# Raquette de frappe
 (janvier 2023).
Si vous disposez d'ouvrages ou d'articles de référence ou si vous connaissez des sites web de qualité traitant du thème abordé ici, merci de compléter l'article en donnant les références utiles à sa vérifiabilité et en les liant à la section « Notes et références ».

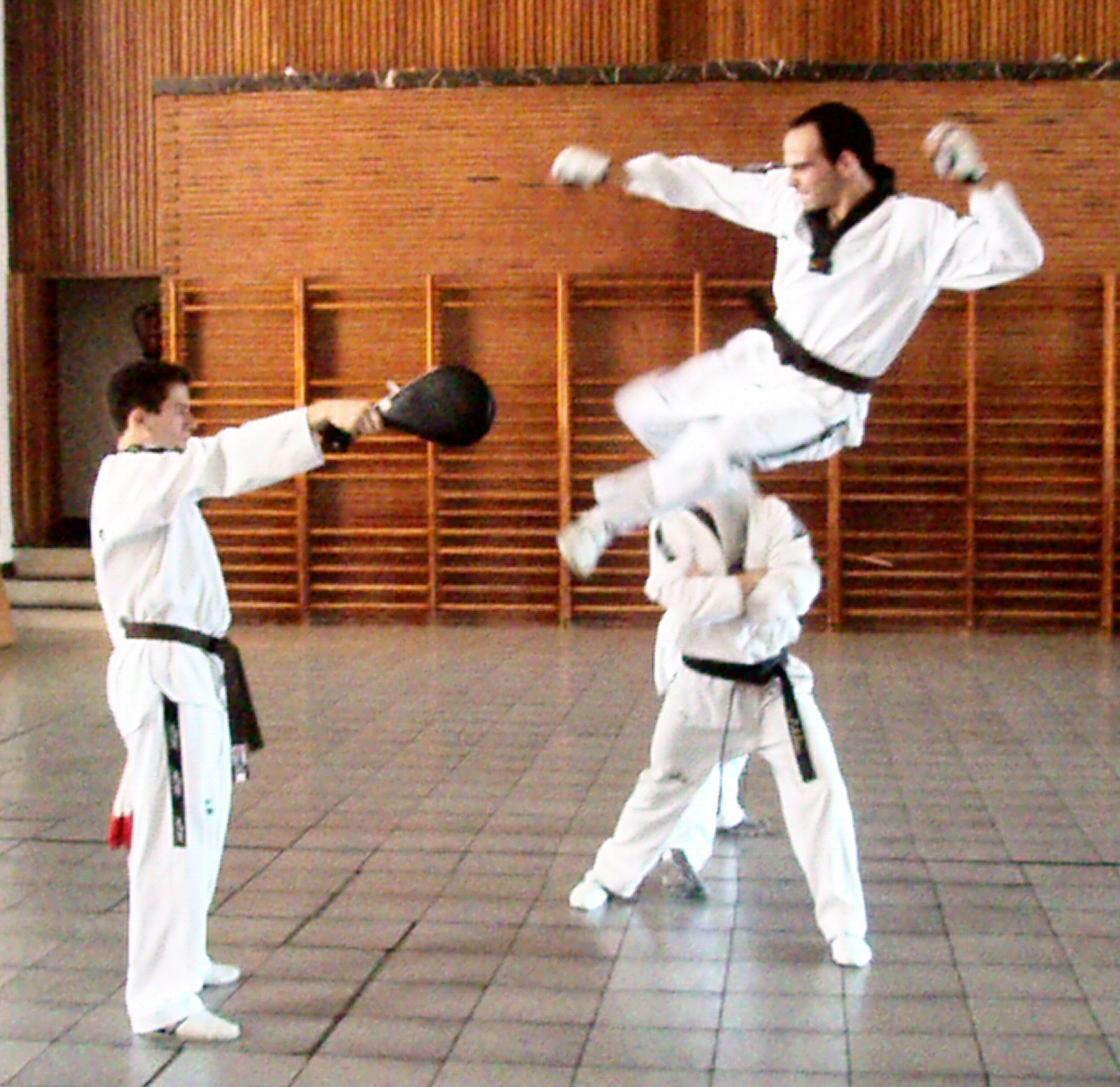
Exemple d'entraînement avec une raquette de frappe.

Une raquette de frappe est un accessoire d'entraînement à la frappe, principalement par coup de pied, qui est fréquemment utilisé en taekwondo. Cet accessoire permet de travailler la réactivité et la précision de la frappe et de mesurer la qualité de la frappe au bruit produit par le coup tout en assurant au partenaire de n'encaisser qu'un choc très atténué. Il existe des modèles simples ou doubles (composés de deux raquettes offrant une meilleure résistance aux coups et claquant plus bruyamment), équipés ou non de dragonne pour éviter que la raquette soit projetée lors de l'impact.